# Norbert Jacquet
Norbert Jacquet, nacido en 1950, es un piloto de aviación, sindicalista, alertador y ensayista francés.

## Biografía
Piloto a Air France, denunció mentiras y ocultaciones de su aerolínea en el accidente del Vuelo 296 de Air France y después en el accidente del vuelo 148 de Air Inter implicando el nuevo Airbus A320.

## Publicación
- Airbus: L'assassin habite a l'Elysee, Première Ligne, Distributeur Distique, (1994), ISBN 978-2841440092 Texto en línea